# アイジャパン
アイジャパンは1964年11月29日創業で埼玉県を中心に眼鏡店(アイメガネ)とドコモショップを運営している企業。
アイコミュニケーションも記載する。
本社は埼玉県さいたま市北区宮原町1丁目505番地1。

## 沿革
1964年11月 埼玉県秩父市において、柱時計・置時計を主とした腕時計が1本も無い小さな個人経営店舗「秩父の和光」を開店(創業)
1965年1月 株式会社秩父の和光を設立。代表取締役澤田信三。
1972年5月 浦和市にメガネ専門店チェーン化の第一号店開店。
1974年7月 株式会社秩父の和光を商号変更し、アイ第一株式会社に変更。
1982年3月 商号を取扱商品と地域名を加味し、アイメガネ栃木株式会社に変更。
1986年10月 アイメガネ栃木株式会社にアイグループ各社を吸収合併し、商号をアイメガネジャパン株式会社とする。同時に、本店を埼玉県大宮市浅間町に移転する。
1988年8月 静岡県伊東市の株式会社伊豆健康センターを承継し、東洋医学に裏づけされた健康サービスの提供を開始。総合健康産業への事業展開をスタートする。
1990年4月 株式会社伊豆健康センターをアイメガネジャパン株式会社へ合併。 
1993年9月 第2次経営情報総合管理システムとしての「アイPOSオンライン総合管理システム」を完成。
1993年11月 エヌ・ティ・ティ移動通信網と一次代理店契約を締結。 
1994年6月 第1号店として「ドコモショップ越谷店」を開業する。
1994年12月 創業30周年を契機に、埼玉県大宮市宮原町に本社ビルを建設し、本社を移転するとともに、商号をアイジャパン株式会社に変更。
1997年11月 代表取締役澤田信三は、前橋地方裁判所により、株式会社テレホンメガネ再建のため、更生事業管財人に選任され、同社の会社更生支援に着手
1998年9月 携帯電話の併売店1号店「アイメディア西川口店」を開店。
2001年4月 前橋地方裁判所により株式会社テレホンメガネの更生計画が認可。 2001年8月 株式会社テレホンメガネを完全子会社とする。
2001年10月 株式会社テレホンメガネは商号をハートメガネ株式会社に変更する。
2003年4月 ハートメガネ株式会社37店舗の営業権を譲り受け、4月30日に更生計画が結了。 
2005年7月 1号店として「auショップ八潮」をオープンする。
2007年4月 代表取締役 社長に澤田泰行が就任。 
2008年3月 株式会社ハヤブサドットコムとドコモ事業で業務提携をし、ドコモ本社契約広域代理店となる。
2009年4月 伊豆健康センターは従来からの断食コースに加えメタボ改善コースを設定し滞在型複合施設「アイウェルネス伊豆高原」としてリニューアルオープンする。 
2009年8月 通信事業部門を分離独立し、アイコミュニケーション株式会社を設立。
2012年4月 健康関連事業のウェルネス事業部門を分離独立し、アイウェルネス株式会社を設立。
2012年4月 AG WAY（AI-GROUP　WAY　”Our Credo”)初刊を発行する。
2012年10月 社長が講師を務めるアソシエイトの勉強会「あすなろ塾」を開講する。
2017年4月 社長が講師を務める若手アソシエイトを対象とした勉強会「双葉塾」を開講する。
2017年4月 アイメガネのリブランディング店舗として「アイメガネ宇都宮錦店」をオープンする。 
2017年4月 アイコミュニケーション株式会社がKDDIリーダーズコンベンションCXサンクスプログラム表彰　ORANGE　EAST（東日本）部門　第1位に表彰される。 
2021年3月 アイコミュニケーション株式会社が経済産業省 健康経営優良法人2021（大規模法人部門）として認定される。 
2022年3月 アイコミュニケーション株式会社が経済産業省 健康経営優良法人2022（大規模法人部門）として認定され、埼玉県経営品質賞 知事賞を受賞する。
2022年10月 KDDI事業（auショップ/UQスポット）の運営を終了する。
2022年10月 大宮東口駅前に、「アイ大宮東ビル」を建設する。
2022年12月 アイ大宮東ビルの1階に、「スタイルクローゼット大宮」を開業

## 店舗
アイメガネ
東京都・埼玉県・千葉県・茨城県・栃木県・群馬県・静岡県に出店している
ドコモショップ
埼玉県、千葉県、東京都、神奈川県に出店している。